# Gérard Dou
Pour les articles homonymes, voir Dou (homonymie).
Gérard Dou ou Gerrit Dou ou Dow, né le 7 avril 1613 à Leyde et mort le 9 février 1675, est un artiste peintre néerlandais.
Il est le principal représentant de l’école de Leyde, dite de la « peinture fine » (Fijnschilderei), dont la technique s'apparente à la miniature (enluminure). Formé par Rembrandt, il est si proche du style de son maître que l’on attribue certaines œuvres à un travail commun entre les deux artistes. Les tableaux de Gérard Dou ont la particularité d’être presque toujours de petit format, dans un style extrêmement minutieux, représentations de scènes souvent surmontées d’un encadrement en forme d’arc en trompe-l'œil.

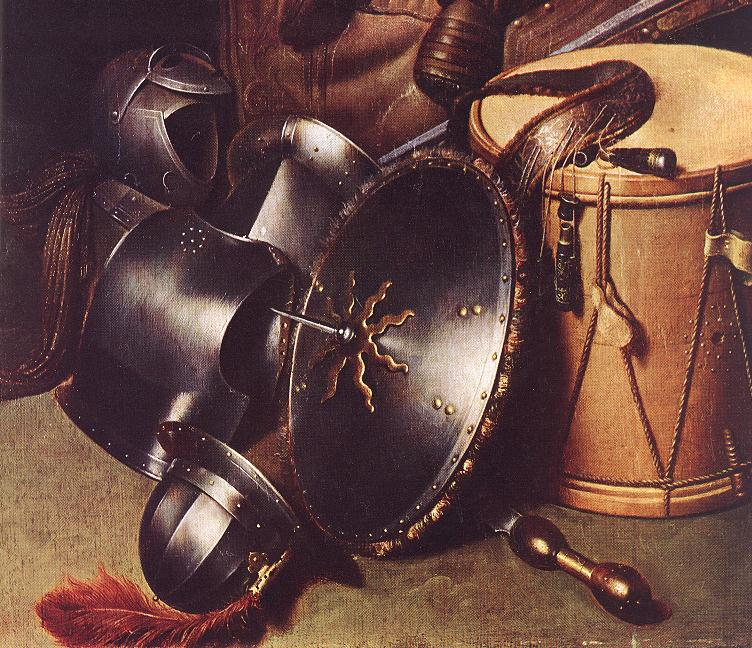
Détail du portrait d'un officier.

## Biographie
Fils et élève d'un graveur sur verre, il apprit aussi la gravure sur cuivre et la peinture sur verre, avant de devenir en 1628, le premier élève de Rembrandt. Il avait alors quinze ans et Rembrandt seulement vingt-deux.
Après son départ pour Amsterdam en 1631-1632, Rembrandt renonça au fini de ses premières œuvres, adoptant une manière plus libre. Dou, en revanche, poursuivit dans la même veine miniaturiste, puisant souvent dans les couleurs brillantes de la peinture sur verre. Sa technique, proche de l'émail, lui valut une renommée internationale, mais il déclina l'invitation de Charles II qui lui proposait de s'installer en Angleterre. Il préféra rester dans sa ville natale où il fonda l'école des fijnschilders (peintres fins), constituée en guilde à partir de 1648, et qui perdurera jusqu'au XIXe siècle. Il préférait peindre sur des panneaux de bois qui offraient une surface plus lisse que la toile, et se servait d’une loupe pour le fini des détails.
Il forma Frans van Mieris l'Ancien et Gabriel Metsu.
On possède un portrait de lui par Étienne Compardel, probablement un de ses amis.

## Œuvres
Il s’attacha à représenter les objets de la vie commune et des natures mortes. Ses principaux tableaux sont :
- Vieille femme lisant sur un lutrin (1630), bois, 71 × 55 cm, Rijksmuseum, Amsterdam[4]
- La Mère de Rembrandt, (v. 1630), huile sur toile, 61 × 47 cm, Gemäldegalerie (Berlin)[5]
- L'Arracheur de dents (1630-1635), bois, 32 × 26 cm, musée du Louvre, Paris[1]
- Vieille femme en prières (La Prophétesse Anne) dit aussi La Mère de Rembrandt (années 1640), bois, 12 × 9 cm, musée du Louvre, Paris[1]
- Femme versant de l'eau dans un récipient dit aussi La Cuisinière hollandaise (années 1640), bois, 36 × 27 cm, musée du Louvre, Paris[1]
- La Souricière (vers 1645-1650), huile sur bois, 47 x 36 cm, musée Fabre, Montpellier
- La Lecture de la Bible ou Anne et Tobie (v 1645), bois, 60 × 46 cm, musée du Louvre, Paris[1]
- Autoportrait de l'artiste dans son atelier (1647), huile sur bois, 43 x 34,5 cm, Gemäldegalerie Alte Meister, Dresde
- La Souricière (ca. 1650), musée Fabre, Montpellier[6]
- La Marchande de crêpes (1650-1655), huile sur bois, 44 × 34 cm, galerie des Offices, Florence[7]La Souricière (détail), ca. 1650.

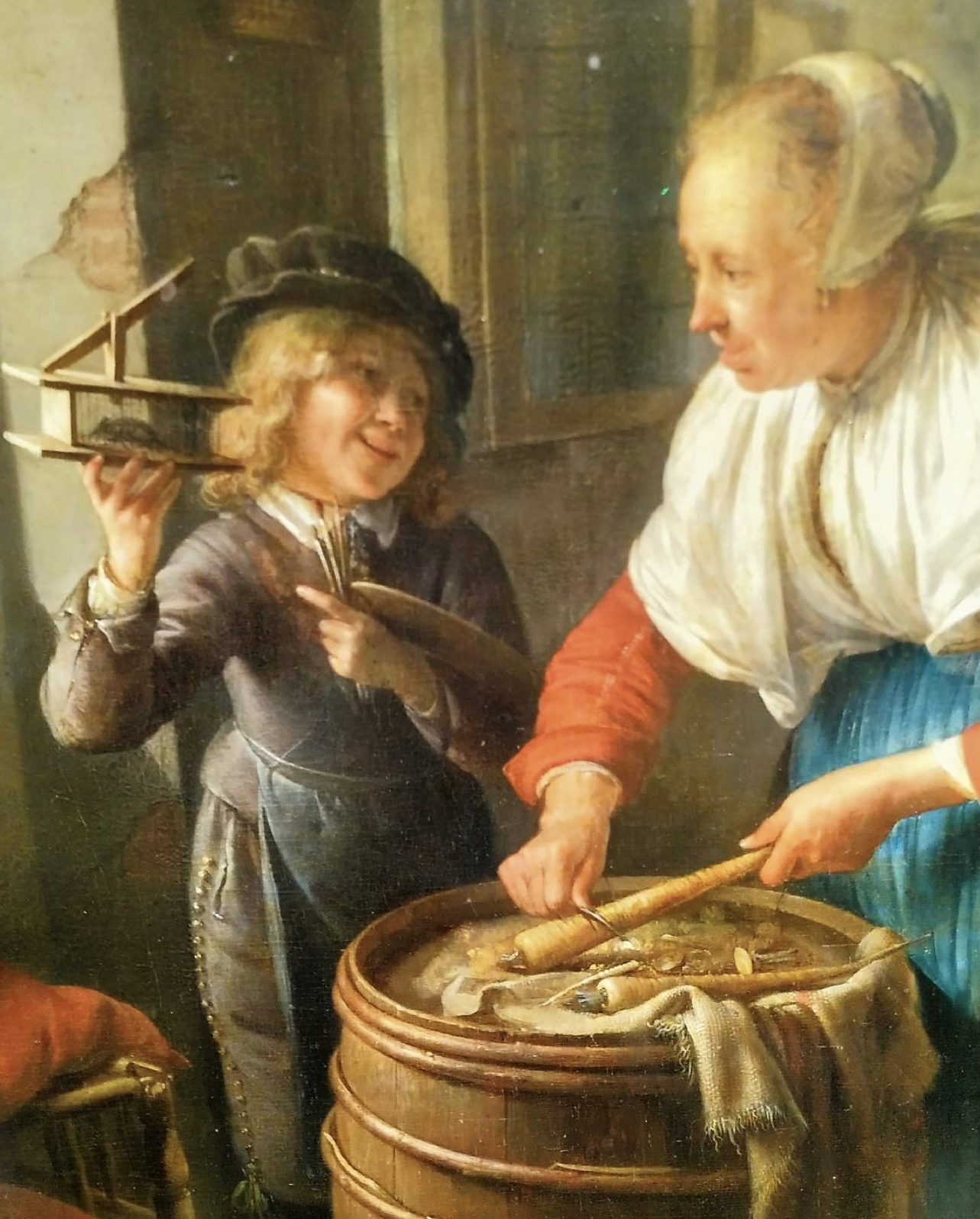
La Souricière (détail), ca. 1650.

- Autoportrait avec le crâne, 1658, peinture à l'huile sur bois, 49,2 × 33,9 cm, galerie des Offices[8].
- La Jeune mère (1658), huile sur bois, 73,5 × 55,5 cm, Mauritshuis, La Haye[9]
- La Jeune ménagère (v.1660), huile sur bois, 49,1 × 36,5 cm, Gemäldegalerie, Berlin
- L'Aiguière d'argent, (v. 1663), huile sur bois, 102 × 82 cm, musée du Louvre, Paris[1]
- La Femme hydropique (v.1663), bois 86 × 68 cm, musée du Louvre, Paris[1]. Son chef-d’œuvre.
- Autoportrait à la palette dans une niche (1660-1665), bois, 31 × 21 cm, musée du Louvre, Paris[1]
- Le Joueur de Trompette sur fond de festin (1660-1665), bois, 38 × 29 cm, musée du Louvre, Paris[1]
- Vieille femme à sa fenêtre arrosant ses fleurs (1660-1665), panneau monogrammé, 28 × 23 cm, Kunsthistorisches Museum de Vienne[10]
- Le Peseur d’or (1664), bois, 29 × 23 cm, musée du Louvre, Paris[1]

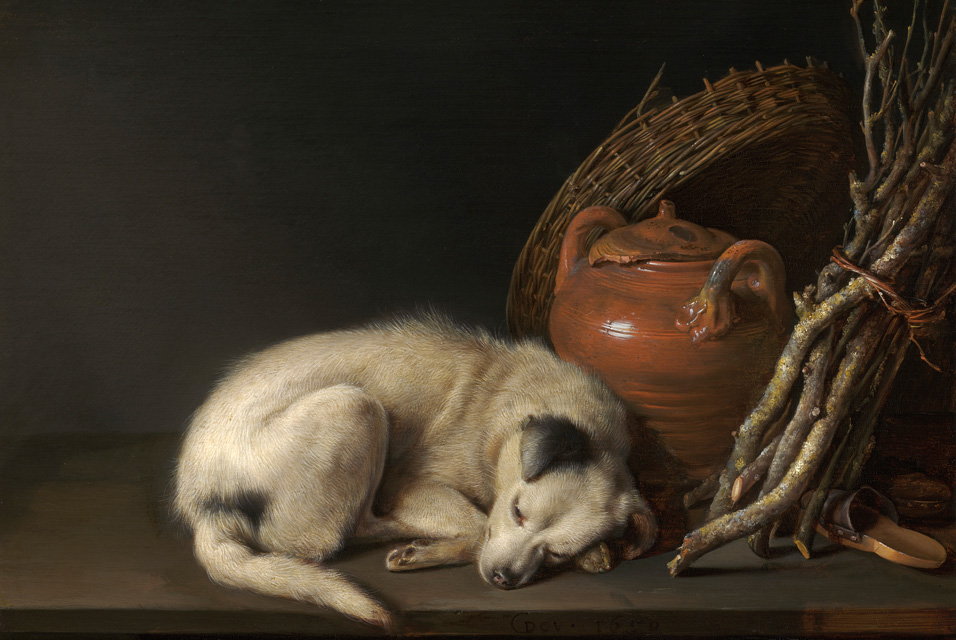
Un petit chien, 1650.

- Un petit chien, 1650.La Marchande de gibier (v.1670), huile sur bois, 58 x 46 cm, National Gallery, Londres;
- L’Épicière de village ;
- L’Astronome à la chandelle, vers 1665, huile sur panneau, 32 x 21.2 cm, Los Angeles, J. Paul Getty Museum;
- L’École du soir ;
- Portrait de sa famille et le sien
- L'Homme qui écrit dans le bureau d'un artiste, collection privée, Montréal[11]
- Le Soldat de la garde municipale de Leyde, musée des beaux-arts de Budapest[11]
- Une femme mangeant du porridge, deux versions : collection privée et Staatliches Museum Schwerin[11]